# Втрати 45-ї окремої бригади спеціального призначення (РФ)
У статті наведено подробиці поіменних втрат 45-ї окремої бригади спеціального призначення Збройних сил РФ у різних військових конфліктах.

## Російсько-чеченські війни
За даними організації «Союз десантников России», в ході російсько-чеченських війн станом на жовтень 2003 року загинув 31 військовослужбовець полку:
| п/п | Прізвище, ім'я, по-батькові                                             | Звання            | Дата смерті |
| --- | ----------------------------------------------------------------------- | ----------------- | ----------- |
| 1.  | Єрмаков Віталій Юрійович (рос. Ермаков Виталий Юрьевич)                 | старший лейтенант | 04.01.1995  |
| 2.  | Дмитрук Сергій Олексійович (рос. Дмитрук Сергей Алексеевич)             | рядовий           | 04.01.1995  |
| 3.  | В'язовий Віктор Миколайович (рос. Вязовой Виктор Николаевич)            | єфрейтор          | 06.01.1995  |
| 4.  | Артеменко Володимир Михайлович (рос. Артеменко Владимир Михайлович)     | лейтенант         | 08.01.1995  |
| 5.  | Голубєєв Костянтин Михайлович (рос. Голубеев Константин Михайлович)     | старший лейтенант | 08.01.1995  |
| 6.  | Зеленковський Андрій Вікторович (рос. Зеленковский Андрей Викторович)   | капітан           | 08.01.1995  |
| 7.  | Карєєв Володимир Віталійович (рос. Кареев Владимир Витальевич)          | рядовий           | 08.01.1995  |
| 8.  | Кисличко Максим Миколайович (рос. Кисличко Максим Николаевич)           | сержант           | 08.01.1995  |
| 9.  | Лакота Дмитро Віталійович (рос. Лакота Дмитрий Витальевич)              | прапорщик         | 08.01.1995  |
| 10. | Полікарпов Олександр Юрійович (рос. Поликарпов Александр Юрьевич)       | старший сержант   | 08.01.1995  |
| 11. | Путяков Сергій Петрович (рос. Путяков Сергей Петрович)                  | рядовий           | 08.01.1995  |
| 12. | Ромашенко Сергій Миколайович (рос. Ромашенко Сергей Николаевич)         | старший лейтенант | 08.01.1995  |
| 13. | Чоботарьов Ігор Миколайович (рос. Чеботарев Игорь Николаевич)           | лейтенант         | 08.01.1995  |
| 14. | Тумаєв Сергій Володимирович (рос. Тумаев Сергей Владимирович)           | рядовий           | 08.01.1995  |
| 15. | Венцель Євген Олександрович (рос. Венцель Евгений Александрович)        | рядовий           | 09.01.1995  |
| 16. | Авраменко Андрій Андрійович (рос. Авраменко Андрей Андреевич)           | лейтенант         | 15.01.1995  |
| 17. | Пепелигін Андрій Геннадійович (рос. Пепелыгин Андрей Геннадьевич)       | рядовий           | 18.01.1995  |
| 18. | Астахов Роман Олександрович (рос. Астахов Роман Александрович)          | рядовий           | 27.09.1999  |
| 19. | Клюєв Павло Євгенович (рос. Клюев Павел Евгеньевич)                     | старший лейтенант | 14.10.1999  |
| 20. | Сальніков Ігор Анатолійович (рос. Сальников Игорь Анатольевич)          | прапорщик         | 19.10.1999  |
| 21. | Яценко Петро Карлович (рос. Яценко Петр Карлович)                       | майор             | 25.10.1999  |
| 22. | Нестеренко Ігор Львович (рос. Нестеренко Игорь Львович)                 | сержант           | 01.12.1999  |
| 23. | Рябков Алексей Геннадьевич (рос. Рябков Алексей Геннадьевич)            | старший прапорщик | 23.04.2000  |
| 24. | Грибашов Микола Борисович (рос. Грибашов Николай Борисович)             | рядовий           | 06.07.2000  |
| 25. | Валєєв Рустам Альфредович (рос. Валеев Рустам Альфредович)              | майор             | 07.12.2000  |
| 26. | Лайс Олександр Вікторович (рос. Лайс Александр Викторович)              | рядовий           | 07.08.2001  |
| 27. | Нікулушкін Олексій Володимирович (рос. Никулушкин Алексей Владимирович) | старший лейтенант | 03.09.2001  |
| 28. | Уханкін Михайло Володимирович (рос. Уханкин Михаил Владимирович)        | рядовий           | 17.09.2001  |
| 29. | Масмалієв Джахангір Масмалійович (рос. Масмалиев Джахангир Масмалиевич) | старший прапорщик | 16.08.2002  |
| 30. | Синицький Євген Павлович (рос. Синицкий Евгений Павлович)               | рядовий           | 03.11.2002  |
| 31. | Костилєв Сергій Олександрович (рос. Костылев Сергей Александрович)      | старший лейтенант | 04.10.2003  |
| 32. | Жидков Дмитро Васильович (рос. Жидков Дмитрий Васильевич)               | капітан           | 19.12.2005  |

## Війна на сході України
| п/п | Прізвище, ім'я, по-батькові                                         | Звання    | Дата народження | Дата смерті | Місце смерті |
| --- | ------------------------------------------------------------------- | --------- | --------------- | ----------- | ------------ |
| 1.  | Юрін Олексій Анатолійович (рос. Юрин Алексей Анатольевич)           |           | 17.10.1993      | 26.05.2014  |              |
| 2.  | Єфремов Олександр Вікторович (рос. Ефремов Александр Викторович)    |           | 1992            | 26.05.2014  | ДАП          |
| 3.  | Кокошніков Ігор Олександрович (рос. Кокошников Игорь Александрович) |           | 21.06.1983      | 26.05.2014  | ДАП          |
| 4.  | Андропов Євген Олександрович (рос. Андропов Евгений Александрович)  |           | 23.11.1986      | 26.05.2014  | ДАП          |
| 5.  | Бандура Сергій Вікторович (рос. Бандура Сергей Викторович)          |           | 21.02.1978      | 26.05.2014  | ДАП          |
| 6.  | Магда Єгор Андрійович (рос. Магда Егор Андреевич)                   | лейтенант | 13.06.1990      | 02.03.2015  |              |

## Повномасштабне російське вторгнення в Україну
| п/п | Прізвище, ім'я, по-батькові                                            | Звання            | Дата народження | Дата смерті   |
| --- | ---------------------------------------------------------------------- | ----------------- | --------------- | ------------- |
| 1.  | Довидок Антон Вікторович (рос. Довыдок Антон Викторович)               | сержант           | 01.06.1985      | 26.02.2022    |
| 2.  | Краукліс Олексій (рос. Крауклис Алексей)                               | рядовий           | 22.04.2001      | 14.03.2022    |
| 3.  | Шабанов Олексій Олександрович (рос. Шабанов Алексей Александрович)     | сержант           |                 | 18.03.2022    |
| 4.  | Сергієнко Юрій (рос. Сергиенко Юрий)                                   | рядовий           |                 | 28.04.2022    |
| 5.  | Морозов Олександр Олександрович (рос. Морозов Александр Александрович) | рядовий           | 22.09.1997      | 29.04.2022    |
| 6.  | Ігнатов Володимир Миколайович (рос. Игнатов Владимир Николаевич)       | старший сержант   | 1986            | 30.05.2022    |
| 7.  | Сенченко Семен Іванович (рос. Сенченко Семён Иванович                  | сержант           | 29.11.1987      | 07.06.2022    |
| 8.  | Рожков Вадим Олексійович (рос. Рожков Вадим Алексеевич)                | молодший сержант  | 04.10.1995      | 08.06.2022    |
| 9.  | Авраменко Георгій Валерійович (рос. Авраменко Георгий Валерьевич)      | сержант           | 29.03.1986      | 08.06.2022    |
| 10. | Вінніков Микита Сергійович (рос. Винников Никита Сергеевий)            | лейтенант         | 27.07.1998      | 08.06.2022    |
| 11. | Орлов Євген Михайлович (рос. Орлов Евгений Михайлович)                 | старший лейтенант | 17.09.1970      | 11.06.2022    |
| 12. | Яковлєв Віталій Сергійович (рос. Яковлев Виталий Сергеевич)            | молодший сержант  | 29.04.1992      | 11.06.2022    |
| 13. | Купріянов Віктор (рос. Куприянов Виктор)                               | рядовий           |                 | 07.07.2022    |
| 14. | Домнін Євген Андрійович (рос. Домнин Евгений Андреевич)                | єфрейтор          | 25.11.1996      | 24.08.2022    |
| 15. | Байков Володимир (рос. Байков Владимир)                                |                   |                 | до 15.09.2022 |
| 16. | Захаров Роман Вікторович (рос. Захаров Роман Викторович)               | єфрейтор          | 08.05.1978      | 06.10.2022    |
| 17. | Волков Євген Сергійович (рос. Волков Евгений Сергеевич)                | єфрейтор          | 22.06.2000      | 07.10.2022    |
| 18. | Карпухін Олександр (рос. Карпухин Александр)                           | рядовий           |                 | до 12.10.2022 |
| 19. | Кадиров Марат Ханмамедович (рос. Кадиров Марат Ханмамедович)           |                   | 21.05.1997      | 05.11.2022    |
| 20. | Вепрев Дмитро Володимирович (рос. Вепрев Дмитрий Владимирович)         | молодший сержант  | 17.03.1995      | 07.11.2022    |
| 21. | Ішбульдін Марсель Ірікович (рос. Ишбульдин Марсель Ирикович)           | лейтенант         |                 | до 27.01.2023 |
| 22. | Несіров Арсен Гаджіескерович (рос. Несиров Арсен Гаджиэскерович)       | старший лейтенант |                 | 14.03.2023    |
| 23. | Фролов Олексій Юрійович (рос. Фролов Алексей Юрьевич)                  | підполковник      | 04.04.1978      | 26.07.2023    |
| 24. | Сичов Олександр Миколайович (рос. Сычёв Александр Николаевич)          | старший прапорщик |                 | 09.08.2023    |
| 25. | Половинка Валерій Валерійович (рос. Половинка Валерий Валерьевич)      | сержант           | 1995            | 12.08.2023    |
| 26. | Булдаков Роман Володимирович (рос. Булдаков Роман Владимирович)        | капітан           | 11.07.1979      | до 22.05.2024 |

## Війна в Сирії
| п/п | Прізвище, ім'я, по-батькові                                       | Звання            | Дата народження | Дата смерті |
| --- | ----------------------------------------------------------------- | ----------------- | --------------- | ----------- |
| 1.  | Левчук Георгій Сергійович (рос. Левчук Георгий Сергеевич)         | старший лейтенант | 30.12.1990      | 06.03.2018  |
| 2.  | Пеньков Юрій Олегович (рос. Пеньков Юрий Олегович)                | майор             | 17.07.1983      | 06.03.2018  |
| 3.  | Смирнов Василь Олександрович (рос. Смирнов Василий Александрович) | сержант           |                 | 15.08.2018  |